# جيمي مكلينان
جيمي مكلينان هو لاعب هوكي الجليد كندي، ولد في 30 يونيو 1971 في إدمونتون في كندا.

## وصلات خارجية
- جيمي مكلينان على موقع دوري الهوكي الوطني (الإنجليزية)
- جيمي مكلينان على موقع قاعة مشاهير الهوكي (لاعب أن.إتش.أل) (الإنجليزية)
- جيمي مكلينان على موقع EliteProspects.com (الإنجليزية)
- جيمي مكلينان على موقع HockeyDB.com (الإنجليزية)
- جيمي مكلينان على موقع Hockey-Reference.com (الإنجليزية)